# Villaggio Santa Maria Goretti
Villaggio Santa Maria Goretti (Villaggiu Santa Maria Goretti o Santa Maria Goretti in dialetto catanese) è un quartiere della città di Catania facente parte della VI Circoscrizione (San Giorgio Librino - San Giuseppe La Rena Zia Lisa Villaggio Sant'Agata).

## Origine del toponimo
L'intitolazione del quartiere a Santa Maria Goretti fu scelta dal cardinale Guido Luigi Bentivoglio, arcivescovo di Catania, due anni dopo la canonizzazione della giovane martire marchigiana da parte della Chiesa cattolica avvenuta nel 1950.

## Geografia
Il Villaggio Santa Maria Goretti è situato all'estrema parte meridionale dell'abitato di Catania. Confina a nord con Zia Lisa, sud e ad ovest con Fontanarossa, ad est con San Giuseppe La Rena.
Strada più importante è la Via Santa Maria Goretti che conduce all'Aeroporto di Catania-Fontanarossa dalla parte est. È attraversato dal torrente Forcile.

## Storia
L'abitato sorse come Villaggio ESCAL, dal nome dell'Ente Siciliano per le Case ai Lavoratori, ente della Regione Sicilia, che a seguito dell'alluvione che nel 1951 colpì Catania e diverse aree vicine provvide alla costruzione di alloggi in un'area situata a sud della Zia Lisa per gli sfollati. Il villaggio, rinominato Santa Maria Goretti, prese forma nel 1952, con l'inaugurazione dei primi alloggi prefabbricati.
La popolazione del nuovo quartiere crebbe rapidamente, passando dai 3.187 abitanti del 1951 ai 15.748 del 1971, e il 85% di essi era costituito da catanesi, e il rimanente 15% da cittadini provenienti da altri comuni della provincia, in gran parte operai.
Nel 2011, il quartiere catanese è stato colpito da un violento nubifragio che ha comportato l'esondazione del torrente Forcile, causando allagamenti e gravi danni agli edifici.

## Monumenti e luoghi d'interesse
Nel quartiere è presente la Chiesa di Santa Maria Goretti, sorta contestualmente al medesimo. 
Importante è la presenza dello Stadio Santa Maria Goretti, campo sportivo di rugby che ospita le partite interne dell'Amatori Catania Rugby.

## Economia
Al Villaggio Santa Maria Goretti è presente qualche piccola attività commerciale.

## Trasporti
La zona è regolarmente servita dai mezzi pubblici dell'AMT, e vi transitano gli autobus delle linee ALIBUS, 524, 524S, 538.